# Asseco Resovia 2014-2015
Questa voce raccoglie le informazioni riguardanti l'Asseco Resovia nelle competizioni ufficiali della stagione 2014-2015.

## Organigramma societario
Area direttiva
- Presidente: Marek Panek
- Vicepresidente: Bartosz Górski

Area organizzativa
- Team manager: Maciej Pająk

Area tecnica
- Allenatore: Andrzej Kowal
- Allenatore in seconda: Marcin Ogonowski

Area comunicazione
- Ufficio stampa: Katarzyna Zięba

Area marketing
- Ufficio marketing: Jarosław Gutowski

## Rosa
| N° | Nome               | Ruolo | Data di nascita  | Nazionalità sportiva |
| -- | ------------------ | ----- | ---------------- | -------------------- |
| 1  | Łukasz Kozub       | P     | 3 novembre 1997  | Polonia              |
| 2  | Paul Lotman        | S     | 3 novembre 1995  | Stati Uniti          |
| 3  | Michał Żurek       | L     | 3 giugno 1988    | Polonia              |
| 4  | Piotr Nowakowski   | C     | 18 dicembre 1987 | Polonia              |
| 5  | Lukáš Ticháček     | P     | 12 gennaio 1982  | Rep. Ceca            |
| 6  | Dawid Konarski     | S/O   | 31 agosto 1989   | Polonia              |
| 7  | Aleh Achrem        | S     | 12 marzo 1983    | Bielorussia          |
| 8  | Marko Ivović       | S     | 22 dicembre 1990 | Serbia               |
| 9  | Marcin Kania       | C     | 14 febbraio 1996 | Polonia              |
| 10 | Jochen Schöps      | S/O   | 8 ottobre 1983   | Germania             |
| 11 | Fabian Drzyzga     | P     | 3 gennaio 1990   | Polonia              |
| 12 | Łukasz Perłowski   | C     | 3 aprile 1984    | Polonia              |
| 13 | Dominik Depowski   | S     | 27 ottobre 1995  | Polonia              |
| 14 | Rafał Buszek       | S     | 28 aprile 1987   | Polonia              |
| 15 | Russell Holmes     | C     | 1º luglio 1982   | Stati Uniti          |
| 16 | Krzysztof Ignaczak | L     | 15 maggio 1978   | Polonia              |
| 17 | Nikolaj Penčev     | S     | 22 maggio 1992   | Bulgaria             |
| 18 | Dawid Dryja        | C     | 21 luglio 1992   | Polonia              |
| 19 | Michał Kozłowski   | P     | 16 febbraio 1985 | Polonia              |